# L'Abominable Tom des neiges
Pour plus de détails, voir Fiche technique et Distribution.
L'Abominable Tom des neiges (The A-Tom-Inable Snowman) est un cartoon de Tom et Jerry réalisé par Abe Levitow, produit par la Metro-Goldwyn-Mayer sorti en 1966.

## Musique
- Eugene Poddany